# オーシャン ネットワーク エクスプレス ホールディングス
オーシャン ネットワーク エクスプレス ホールディングス株式会社(Ocean Network Express Holdings,Ltd.)は、日本の海運業者。定期コンテナ船事業を行っており、事業規模は144万TEU。
2017年に日本の海運業社である川崎汽船、商船三井、日本郵船の3社が設立し、2018年4月1日から定期コンテナ船ネットワークの運営をスタートした。事業運営会社であるオーシャン ネットワーク エクスプレス(Ocean Network Express Pte. Ltd.)はシンガポールに本店を置いている。
設立時点では世界第6位の規模の定期コンテナ船事業である。ハパックロイド、陽明海運、HMMと海運同盟THE Allianceを結び共同運航を行う。
超大型コンテナ船31隻を含む224隻の船隊を運航し、世界120カ国を超えるネットワークを構築している。
コンテナと貨物船の代表色はピンク。ピンクは日本の桜を意味する。